# Vol Air Niugini 73
Le 28 septembre 2018, un Boeing 737-800 effectuant le vol Air Niugini 73, faisant la liaison de l'île de Pohnpei à l'île de Weno (Micronésie), sous une pluie battante et une visibilité réduite, rate son atterrissage à l'aéroport international de Chuuk et s'écrase dans les eaux du lagon 135 m avant la piste de l'aéroport,. L'île de Chuuk était une escale, le vol avait pour destination finale Port Moresby, en Papouasie-Nouvelle-Guinée.
Des habitants des environs avec leurs embarcations viennent secourir les trente-cinq passagers et douze membres d'équipage,. Un passager est retrouvé mort dans la carlingue par des plongeurs trois jours après l'accident. Quarante-six personnes ont survécu, mais six d'entre elles ont été blessées lors de l'accident.

## Avion et équipage

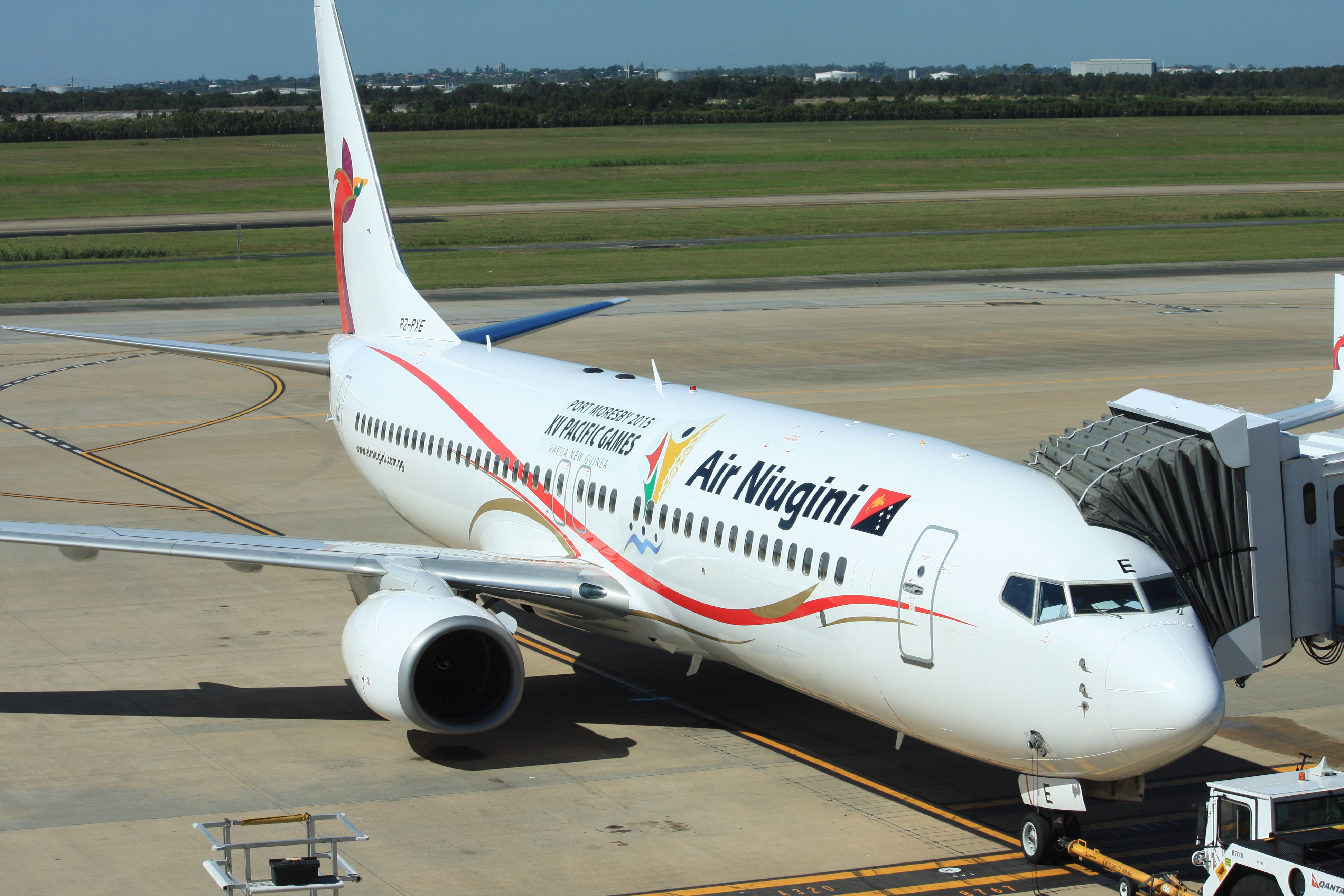
P2-PXE, l'appareil impliqué dans l'accident, ici photographié en avril 2014.

L'appareil impliqué était un Boeing 737-8BK, immatriculé P2-PXE (numéro de série 33024/1688), exploité par Air Niugini, la compagnie aérienne nationale de la Papouasie-Nouvelle-Guinée. L'avion a été livré pour la première fois à Air India Express et a reçu comme première immatriculation VT-AXC le 19 avril 2005. Bien qu'en bon état après l'impact, l'avion fut retiré du service.
Le commandant de bord était un papouan-néo-guinéen de 52 ans, qui totalisait 19 780 heures de vol, dont 2 276 heures sur Boeing 737. Le copilote était un australien de 35 ans, qui avait 4 618 heures de vol, dont 368 sur le 737. 
Un ingénieur de la compagnie islandaise Loftleiðir, qui louait alors l'avion à Air Niugini depuis le 13 septembre 2013, était également présent à bord, assis dans le strapontin du cockpit. Il filmait l'atterrissage pour son usage personnel avec son téléphone portable. La vidéo a été utilisée dans l’enquête ultérieure.

## Accident
Le vol 73 effectuait un vol international régulier de passagers entre l'aéroport international de Pohnpei, en Micronésie, et l'aéroport de Port Moresby-Jacksons, en Papouasie-Nouvelle-Guinée, avec une escale prévue à l'aéroport international de Chuuk, également en Micronésie. À 10h10, heure locale, l'avion s'est écrasé dans le lagon de Chuuk, à 443 pieds (135 m) de la piste de l'aéroport. 
Les premiers rapports indiquaient que les 12 membres d'équipage et les 35 passagers avaient été secourus par des bateaux de pèches locaux et du personnel de l'US Navy. Cependant, un des passagers, un ressortissant indonésien, a été porté disparu après l'évacuation. Trois jours de recherche n'ont pas permis de localiser le passager disparu, assis au siège 23A, et la commission d'enquête a demandé une recherche de vérification de l'avion,. 
Le 1er octobre 2018, des plongeurs japonais ont localisé le passager entre les rangées de sièges partiellement submergées 22 et 23, à proximité d'une ouverture dans le fuselage. Air Niugini avait déclaré auparavant que le passager décédé avait été vu par d'autres passagers en train d'évacuer l'avion. 

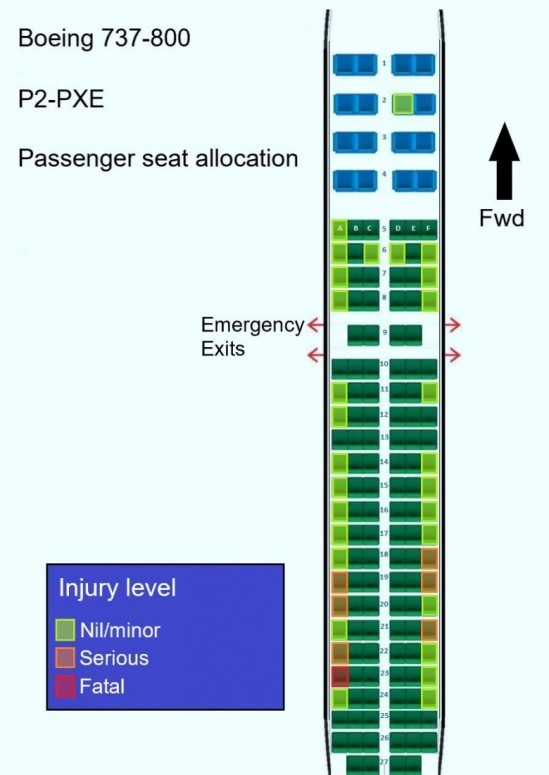
Plans des sièges dans la cabine passagers du vol 73, avec la localisation des blessures mineures, graves ou mortelles (en anglais).

Neuf personnes ont été transportées à l'hôpital. Six passagers ont été grièvement blessés ; dont des membres fracturés,. Il a été signalé qu'il y avait des orages à proximité de l'aéroport au moment de l'accident. Après le crash, l'épave de l'avion a ensuite coulé à une profondeur de 100 pieds (30 m) dans le lagon.

## Enquête
La Commission d’enquête sur les accidents de Papouasie-Nouvelle-Guinée (en) (PNGAIC) a ouvert une enquête sur l’accident.
Le ministère des Transports, des Communications et des Infrastructures des États fédérés de Micronésie (en) a également ouvert une enquête. Un rapport préliminaire a été publié le 26 octobre ; il indiquait que le corps du passager décédé avait été récupéré dans l'avion. L'analyse médico-légale a révélé que le passager avait succombé à ses blessures dans les trois minutes suivant l'impact avec l'eau. Une autopsie a déterminé qu'il n'y avait pas de traumatisme au niveau de la taille et des hanches, indiquant que le passager « ne portait pas sa ceinture de sécurité » au moment de l'accident, « ce qui a conduit à des blessures traumatiques fatales à la tête et au visage ».

Le 18 juillet 2019, la PNGAIC a publié son rapport final, qui détermine la cause probable de l'accident comme étant :

« L'équipage n'a pas respecté les procédures d'exploitation standard d'Air Niugini, ni les listes de vérification pour l'approche et l'atterrissage, et n'a pas correctement informé le contrôle d'approche. La trajectoire de vol est devenue instable après la déconnexion du pilote automatique par les pilotes. L'indicateur de pente d'approche (PAPI) affichait trois lumières blanches, juste avant que l'avion entre dans des conditions météorologiques de vol aux instruments (IMC). Le taux de descente dépassait alors considérablement 1 000 pieds par minute (5 m/s). L'équipage a entendu, mais n'a pas tenu compte des treize alertes sonores de l'avertisseur de proximité du sol amélioré (EGPWS) et a suivi une pente de descente moyenne de 4,5°. Les pilotes ont ensuite perdu conscience de la situation, dans les secondes suivant le dépassement de l'altitude minimale de descente (MDA). L'approche n'était pas stabilisée, mais le commandant de bord n'a pas effectué d'approche interrompue. Les actions du copilote se sont montrées inefficaces et il n'a pas pris conscience de la dangerosité de la situation qui se déroulait rapidement. »

Le rapport final indique que la confusion a conduit à une évacuation bâclée de l'avion. Selon les membres de l'équipage en cabine, le mot « évacuer » n'a pas été compris par certains passagers. Plusieurs passagers ont emporté leurs bagages avec eux, ce qui est contraire aux instructions données lors d'une évacuation standard. Cependant, certains membres de l'équipage ont agi avec un courage remarquable, récupérant certains passagers gisant sous l'eau dans l'allée ou toujours attachés à leurs sièges. 
Le rapport conclut également que l'Autorité de sécurité de l'aviation civile de Papouasie-Nouvelle-Guinée « n'a pas respecté les normes élevées d'évaluation fondée sur des preuves requises pour garantir la sécurité, ce qui a entraîné de nombreuses lacunes et erreurs ».